# Nicola Spirig
Nicola Spirig, née le 7 février 1982 à Bülach, est une triathlète professionnelle suisse. Elle est championne olympique des Jeux olympiques d'été de 2012 à Londres, vice-championne du monde et sextuple championne d'Europe de triathlon. Elle est élue sportive suisse de l'année 2012.

## Biographie

### Jeunesse et début de carrière
Nicola Spirig grandit dans une famille sportive : ses parents Ursula et Josef Spirig sont tous les deux professeurs de sport et son père l'entraîne dès ses 15 ans.
Elle participe à son premier triathlon d'école en 1992, mais c'est en athlétisme qu'elle a du succès chez les juniors au niveau national. Elle devient championne suisse junior sur 5 000 mètres et en cross. Elle atteint la deuxième place des championnats d'Europe juniors de cross en 1999 et en 2000. Pratiquant également le duathlon pendant ces années, elle devient championne du monde junior, championne d'Europe junior et championne du monde des moins de 23 ans. L'Aide sportive suisse l'a choisie comme athlète junior de l'année 2000.
En 2001, elle devient championne du monde junior de triathlon  après une deuxième place en 1999 et une troisième place en 2000. Lors de la cérémonie du sportif suisse de l'année 2001, elle est élue espoir féminin de l'année. Elle fait aussi partie des meilleures du monde dans la catégorie des moins de 23 ans : elle est deux fois troisième aux championnats du monde et une fois deuxième aux championnats d'Europe. Elle participe à ses premiers Jeux olympiques en 2004 à Athènes, où elle se classe au 19e rang.

### Carrière en triathlon
Nicola Spirig obtient ses premiers succès dans la catégorie élite en 2007, avec une troisième place aux championnats d'Europe à Copenhague. Elle remporte sa première course de coupe du monde à Eilat (Israël) et sa première course dans la catégorie Ironman 70.3 à Rapperswil (Suisse) la même année. Elle gagne à nouveau une course de coupe du monde en 2008 à Kitzbühel (Autriche). Elle se classe sixième des Jeux olympiques d'été de 2008 à Pékin et obtient ainsi un diplôme olympique. En 2009, elle devient championne d'Europe sur courte distance à Holten (Pays-Bas). Elle peut conserver son titre l'année suivante à Athlone (Irlande). Elle est également vice-championne du monde de triathlon sur courte distance en 2010. 
En avril 2012, elle remporte son troisième titre de championne d'Europe à Eilat en Israël. Elle est sélectionnée pour ses troisièmes Jeux olympiques en juin et fait partie de l'équipe suisse pour les Jeux olympiques d'été de 2012 en compagnie de Daniela Ryf, Sven Riederer et Ruedi Wild. Elle devient championne olympique dans une course extrêmement serrée, puisqu'elle termine avec neuf centièmes de seconde d'avance sur la Suédoise Lisa Nordén. C'est la deuxième médaille d'or olympique suisse en triathlon après celle de Brigitte McMahon en 2000. Elle est élue sportive suisse de l'année en décembre 2012.
Qualifiée grâce à des minima réalisés en 2 h 42 min 52 s, elle participe le 16 août 2014 au marathon des championnats d'Europe d'athlétisme de Zurich. Elle finit 24e en battant de plus de cinq minutes son record personnel (2 h 37 min 12 s),. En 2015, elle remporte la première édition des Jeux européens en Azerbaïdjan.

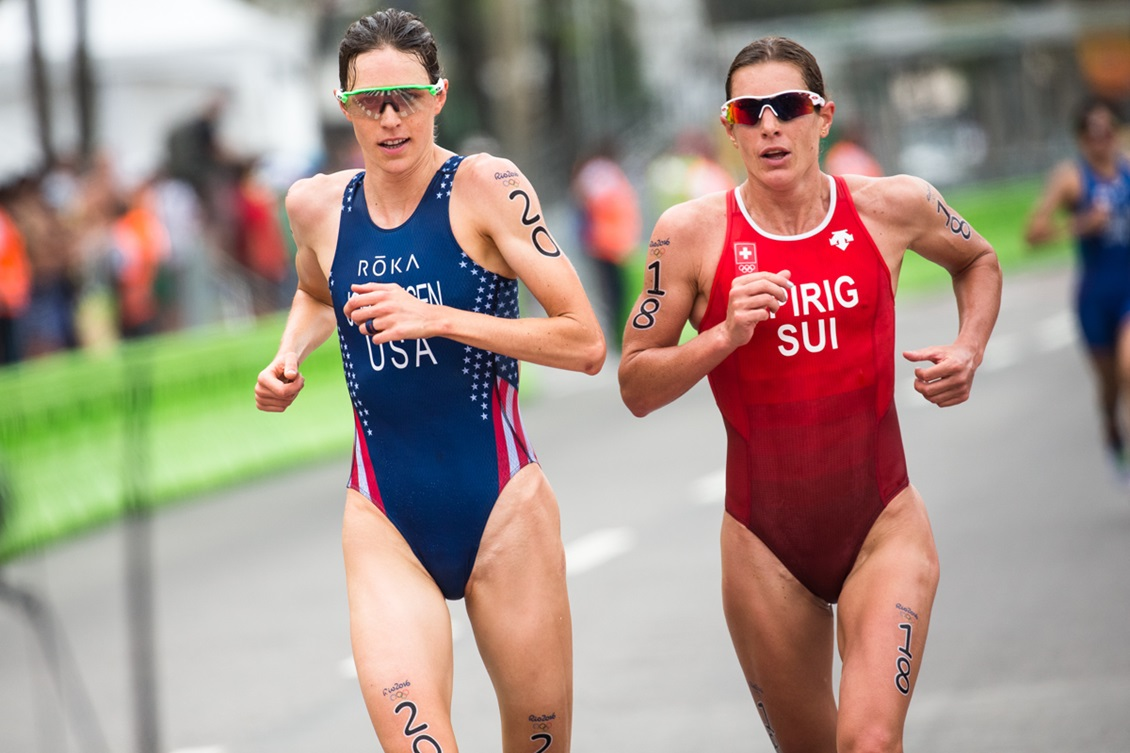
Rio 2016, course finale avec Gwen Jorgensen.

Elle participe aux Jeux olympiques de 2016 à Rio de Janeiro, où elle devient vice-championne olympique. Elle cède son titre olympique après un duel au plus haut niveau avec l'Américaine Gwen Jorgensen championne du monde en titre. Dès le départ, la partie natation est emmenée par l'Espagnole Caroline Routier, triathlète parmi les meilleures nageuses du circuit, avec dans son sillage un groupe comprenant la plupart des compétitrices pouvant prétendre au titre. La sortie d'eau et la première transition créent une scission sans grand écart dans le groupe et c'est sur la première boucle du parcours vélo, dès la première difficulté, que les premières attaques provoquent une échappée de seize triathlètes dont Gwen Jorgensen et la Suissesse championne en titre Nicola Spirig. L'échappée collabore suffisamment pour creuser un écart de trois minutes avec le groupe de chasse à l'arrivée de la seconde transition.
Si la première à sortir du parc pour entamer la course à pied est la Sud-Africaine Mari Rabie, cette dernière est rapidement reprise par Gwen Jorgensen et Nicola Spirig qui sur un tempo de course très élevé, lâchent rapidement les autres femmes du groupe et établissent un écart de plus de trente secondes avec les premières poursuivantes. Les premiers tours de la course à pied se résument en un duel tendu entre les deux championnes qui évitent soigneusement de collaborer malgré les demandes répétées de la tenante du titre afin que l'Américaine prenne la course à son compte. Au milieu du dernier tour, Nicola Spirig fait mine de ralentir pour obliger Gwen Jorgensen à repasser devant, celle-ci en profite pour placer une fulgurante accélération et distance de 40 secondes la championne olympique pour franchir la ligne d'arrivée en vainqueur dans une grande émotion. Nicola Spirig absente du circuit courte distance depuis quelque temps a malgré tout chèrement défendu son titre et remporte la seconde médaille olympique de sa carrière,.
En août 2018, la médaillée olympique remporte son 6e titre sur ce championnat européen. La course commence avec une prise de contrôle lors de la partie natation par la Britannique Jessica Learmonth championne d'Europe en titre et la Française Cassandre Beaugrand récente championne du monde en relais mixte. Les deux championnes prennent les devants sur la partie vélo et tente de maintenir les écarts avec le peloton des poursuivantes. Nicola Spirig réussit toutefois à rejoindre le duo de tête lors du 6e tour du circuit vélo. Dès la jonction effectuée, la Suissesse porte une attaque à laquelle la Française ne peut résister et concède rapidement des écarts, la Britannique restant pour sa part dans la roue de la championne olympique. Après une rapide transition, Nicola Spirig prend rapidement une large avance sur sa première poursuivante. Elle franchit en vainqueur la ligne et s'octroie un 6e titre européen sur courte distance. Performance remarquable de par son faible taux de participation aux courses du circuit international au regard de sa vie privée et de la naissance de son second enfant,.
En 2020, elle annonce à la presse qu'elle prendra part aux Jeux olympiques de Tokyo. À 39 ans, seule triathlète féminine double médaillé olympique elle s'inscrit pour sa cinquième olympiade, toujours sous la direction de son entraîneur historique, l'Australien Brett Sutton,.
Nicola Spirig clôt sa carrière sportive professionnelle en septembre 2022, sur le semi-marathon de Greifensee, où elle prend la seconde place du podium. Elle choisit cette course locale pour saluer ses supporters à l'occasion de cette dernière compétition en qualité de professionnelle.

### Vie privée
Son mari Reto Hug est également un triathlète suisse. Le couple vit à Bachenbülach dans le canton de Zurich et a un fils  né en 2013 et une fille né en 2017. Nicola Spirig est licenciée en droit et a le statut de professeur de sport en Suisse.

## Palmarès
Le tableau présente les résultats les plus significatifs (podium) obtenus sur le circuit international de triathlon depuis 2007,.
| Année | Compétition                                         | Pays        | Position           | Temps           |
| ----- | --------------------------------------------------- | ----------- | ------------------ | --------------- |
| 2021  | Championnats d'Europe de triathlon moyenne distance | Autriche    | Médaille d'or      | 3 h 58 min 0 s  |
| 2021  | Coupe du monde - l'étape sprint de Lisbonne         | Portugal    | Médaille d'or      | 1 h 59 min 5 s  |
| 2021  | Challenge Gran Canaria                              | Espagne     | Médaille d'or      | 4 h 5 min 52 s  |
| 2021  | Challenge Walchsee                                  | Autriche    | Médaille d'or      | 3 h 58 min 0 s  |
| 2021  | Challenge Peguera Majorque                          | Espagne     | Médaille d'or      | 4 h 14 min 43 s |
| 2021  | Challenge Davos                                     | Suisse      | Médaille d'or      | 3 h 56 min 24 s |
| 2021  | Ironman 70.3 Nice                                   | France      | Médaille d'or      | 4 h 36 min 53 s |
| 2018  | Championnats d'Europe de triathlon                  | Écosse      | Médaille d'or      | 1 h 59 min 13 s |
| 2016  | Jeux olympiques - Rio                               | Brésil      | Médaille d'argent  | 1 h 56 min 56 s |
| 2016  | Ironman 70.3 Norvège                                | Norvège     | Médaille d'or      | 4 h 9 min 37 s  |
| 2016  | Ironman 70.3 Italie                                 | Italie      | Médaille d'or      | 4 h 17 min 55 s |
| 2015  | Championnat d'Europe                                | Suisse      | Médaille d'or      | 2 h 7 min 15 s  |
| 2015  | Jeux européens                                      | Azerbaïdjan | Médaille d'or      | 2 h 0 min 28 s  |
| 2014  | Ironman Mexique                                     | Mexique     | Médaille d'or      | 9 h 14 min 7 s  |
| 2014  | Championnat d'Europe                                | Autriche    | Médaille d'or      | 2 h 10 min 24 s |
| 2014  | Coupe du monde - l'étape sprint de Cozumel          | Mexique     | Médaille d'or      | 0 h 58 min 47 s |
| 2013  | Coupe du monde - l'étape sprint de Cozumel          | Mexique     | Médaille d'or      | 0 h 57 min 53 s |
| 2012  | Jeux olympiques - Londres                           | Royaume-Uni | Médaille d'or      | 1 h 59 min 48 s |
| 2012  | Championnat d'Europe                                | Israël      | Médaille d'or      | 2 h 7 min 11 s  |
| 2012  | WTS Kitzbühel                                       | Autriche    | Médaille d'or      | 2 h 5 min 37 s  |
| 2012  | WTS Madrid                                          | Espagne     | Médaille d'or      | 2 h 6 min 35 s  |
| 2011  | Championnats du monde de triathlon en relais mixte  | Suisse      | Médaille d'argent  | 1 h 9 min 44 s  |
| 2010  | Championnat du monde - Classement Général           |             | Médaille d'argent  |                 |
| 2010  | Championnat d'Europe                                | Irlande     | Médaille d'or      | 1 h 57 min 58 s |
| 2010  | WTS Madrid                                          | Espagne     | Médaille d'or      | 2 h 6 min 1 s   |
| 2010  | Championnats du monde de triathlon en relais mixte  | Suisse      | Médaille d'or      | 1 h 13 min 31 s |
| 2009  | Championnat d'Europe                                | Pays-Bas    | Médaille d'or      | 1 h 55 min 42 s |
| 2008  | Coupe du monde - l'étape de Kitzbühel               | Autriche    | Médaille d'or      | 1 h 57 min 28 s |
| 2007  | Coupe du monde - l'étape d'Eilat                    | Israël      | Médaille d'or      | 2 h 2 min 42 s  |
| 2007  | Championnat d'Europe                                | Danemark    | Médaille de bronze | 2 h 3 min 24 s  |